# Gelis fossae
Gelis fossae är en stekelart som beskrevs av Schwarz 2002. Gelis fossae ingår i släktet Gelis och familjen brokparasitsteklar. Inga underarter finns listade i Catalogue of Life.